# 中村有志
中村 有志（なかむら ゆうじ、1956年7月8日 - ）は、中村 ゆうじの芸名で活動している日本のお笑いタレント、コメディアン、俳優、司会者で新劇、パントマイム、コメディアン経験者。なお、本名で活動していた期間もある。福岡県小倉市（現:北九州市小倉北区）出身。国籍は日本。所属事務所は現在はなく、フリーで活動中。

## 経歴
福岡県小倉市（現在の北九州市小倉北区）の旦過市場内にあった「中村靴店」で自宅出産で誕生。3人の兄と2人の姉がいる6人きょうだいの末っ子で、父56歳、母44歳の時の子のため、母親は恥ずかしくて中絶しようとしたそうだが、直前に知った父親に産んでほしいと強く言われ思いとどまったことで生まれたという。中学2年の時に父親が体調を崩して引っ越すまで同地で暮らしていた。
福岡県立小倉南高等学校卒業後、1975年に劇団付属養成所「テアトル・エコー」入所。1977年、ロルフ・シャレと出会いパントマイムの道を志すようになり、1987年にはパリへ単身渡航し修業に励んだ。
1981年、コントグループ「東京バッテリー工場」で、『ザ・テレビ演芸』（テレビ朝日）にて二代目グランドチャンピオン。1983年の脱退後ピンで再挑戦し、七代目グランドチャンピオンに輝く。脱退の理由としては、当時のリーダー原みつおと大喧嘩になり、「二度と顔をあわせたくない。」と喧嘩別れをして、本当に原みつおが死んでしまい会えないままになってしまった。
1985年にシティボーイズ（大竹まこと・斉木しげる・きたろう）・竹中直人・いとうせいこう・宮沢章夫らと結成したギャグユニット「ラジカル・ガジベリビンバ・システム」に参加し活躍。
1988年、いとうとファンキー・キング名義で『FUNKY KING Part.1』をリリース（小林克也・ヤン富田プロデュース）楽曲を提供した。ジェームス・ブラウンの『セックスマシーン』 「Get Up (I Feel Like Being a) Sex Machine」をカバーし、「ギロッポン」「広尾な」「沖識名」等のシャウトの応酬が、一部でカルト的な人気を博す。ジェームス・ブラウンのファンでもある。
1992年に「中村ゆうじ」から本名の「中村有志」へ改名し、以後はテレビ番組の司会・リポーターや舞台など幅広く活動している。特に『TVチャンピオン』（テレビ東京）では長きにわたりリポーターを務め、さかなクン、ジャイアント白田、ギャル曽根、アンジェラ佐藤など中村が付けたあだ名でタレント活動を行っている出場者も多い。
2011年にインディーズバンドの登竜門である「PROJECT U PLUS」のオフィシャルサポーターに就任。
2012年に歌舞伎町・新宿クレージーナイトにて、息子でラバーフェチであるTentokuと初共演。
2013年に芸名を本名の「中村有志」から「中村ゆうじ」に戻す。
2016年4月3日放送の『元祖!大食い王決定戦 爆食女王 新時代突入戦〜ハワイ編』（テレビ東京）内で、22年間司会を務めてきたテレビ東京の看板と言える大食い番組から引退することを発表した。
2016年に再度芸名を「中村有志」に戻し、5回目の芸名変更。2019年には「中村ゆうじ」へと6回目の芸名変更をした。
2023年8月20日放送の『デカ盛りハンター』にて、ネイサンズ国際ホットドッグ早食い選手権の密着レポーターとしてテレビ東京の大食い番組に復帰。2024年4月29日放送の『最強大食い王決定戦』にて、予選および決勝のSP実況として8年ぶりに同番組に出演した。
大が付くほどの健康オタクで「健康の為なら死んでもいい」と語り、自分を実験台に様々な健康療法を試している。飲尿法・血液型ダイエットなど『アウト×デラックス』（フジテレビ）では、その健康オタクぶりを披露している。
過去、『大沢悠里のゆうゆうワイド』（TBSラジオ）で、大沢悠里のピンチヒッターとして、『中村ゆうじのゆうゆうワイド』の名前で出演した事がある。

## 出演

### テレビドラマ
- いじわるばあさん（1984年、フジテレビ）
- What's Michael? 第1話（1984年、フジテレビ）
- 風呂上がりの夜空に（1987年、テレビ朝日）
- 教師びんびん物語 第8話（1988年、フジテレビ）- カフェバーのマネージャー 役
- 震える眼 警察官連続殺人事件!（1991年、フジテレビ）
- 未来の海 リリーの踊り子日記（1991年、NHK）
- 当たらない易者（1991年、関西テレビ）
- 世にも奇妙な物語「神様」（1991年、フジテレビ）
- モラル「結城臣雄の場合」（1991年、TBS）
- お天気お姉さん2 リョーコ PriPri（1997年、テレビ朝日）
- いとしの未来ちゃん 第8話「ひまわり」（1997年、テレビ朝日）
- 貯まる女（2000年、テレビ東京）
- 女と愛とミステリー・豪華客船クルーズ殺人案内（2001年、テレビ東京）
- 玄海〜わたしの海へ〜（2003年、NHK）
- 新選組!（2004年、NHK大河ドラマ）- 岩倉友山 役
- 幻星神ジャスティライザー（2004年 - 2005年、テレビ東京）- 伊達源太郎 役
- 柳生十兵衛七番勝負 第1話（2005年、NHK）
- 牙狼-GARO-（2005年 - 2006年、テレビ東京）
- マチベン 第1話（2006年、NHK）
- アンナさんのおまめ 第5話（2006年、テレビ朝日）
- おじいさん先生 激闘篇 第3話・第10話（2007年、日本テレビ）
- 有閑倶楽部 第2話（2007年、日本テレビ）
- 水曜ミステリー9『信濃のコロンボ事件ファイル16・願望の連環』（2008年6月25日、テレビ東京）
- お米のなみだ（2008年、NHK）
- 恋のから騒ぎ 〜Love Stories V〜「葬儀屋の女」（2008年10月10日、日本テレビ）
- 裸の大将放浪記「山梨編〜富士山にニセモノが現われたので」（2008年10月18日、フジテレビ）
- 未来世紀シェイクスピア 第5話・第6話「オセロー」（2008年12月1日・12月8日、関西テレビ）- オセロー 役
- 日本史サスペンス劇場 第8話「ねねと秀吉」 - 豊臣秀吉 役
- テレビ朝日50周年ドラマスペシャル「警官の血」（2009年2月7日、テレビ朝日）- 小池中尉 役
- Q.E.D. 証明終了（2009年2月12日、NHK）- 天真爛丸 役
- 帰ってこさせられた33分探偵（2009年、フジテレビ）
- 怨み屋本舗REBOOT 第4話・第5話（2009年、テレビ東京）
- 相棒 season 8 第13話（2010年1月27日、テレビ朝日）- 秋川満（ミスターアキ） 役
- 松本清張ドラマスペシャル・霧の旗（2010年3月16日、日本テレビ）- 吉岡 役
- 月曜ゴールデン（TBS）
  - 『上条麗子の事件推理9・近江八幡・京都〜死を呼ぶ琵琶湖』（2011年9月5日）- 西川刑事 役
  - 『湯けむりバスツアー 桜庭さやかの事件簿5』（2014年4月28日）- 宮川庄三 役
- 月曜名作劇場（TBS）
  - 『税務調査官・窓際太郎の事件簿32』（2017年5月8日）- 若山（兄） 役
- デカ 黒川鈴木 最終話（2012年3月29日、読売テレビ）- 清宮秀典 役
- 金曜プレステージ『赤い霊柩車30・龍野武者行列殺人事件』（2012年9月28日・10月5日、フジテレビ）- 渋川太郎 役
- レジデント〜5人の研修医 第8・9話（2012年12月6・13日、TBS）- 佐藤充 役
- ストロベリーナイト アフター・ザ・インビジブルレイン「左だけ見た場合」（2013年1月26日、フジテレビ）- 渡辺繁 役
- 空飛ぶ広報室 第9話（2013年6月9日、TBS）- 小日向耕三 役
- 孤独のグルメ Season4 特別編  （2014年8月9日、テレビ東京）- 奥村鉄也 役
- エンジェル・ハート第2話（2015年11月1日）大将・屋台のおでん屋・店主 役
- 土曜ワイド劇場『鉄道捜査官16・富士河口湖・同窓会ツアー連続殺人!』（2016年10月8日、テレビ朝日）- 三田村弘 役
- 沈まぬ太陽（WOWOW、2016年）
- 黒蘭姫（NHK、2016年）
- ガキロック（2017年、アマゾンプライム） - チャーリー 役
- Back Street Girls -ゴクドルズ（毎日放送、2019年） - 大物カメラマン 役
- 離婚なふたり（2019年4月5日・12日、テレビ朝日） ‐ 東山英治 役
- ドクターY〜外科医・加地秀樹〜（2019年、テレビ朝日） ‐ 高代哲治 役
- 行列の女神〜らーめん才遊記〜 第3話（2020年5月4日、テレビ東京） - 『テレビ☆チャレンジャー』司会（本人） 役
- 浦安鉄筋家族 6発目（2020年5月15日、テレビ東京） - 『大食いチャレンジ2020』司会 役
- 金曜ロードSHOW!「映画公開記念!!今日から俺は!!スペシャル」（2020年7月17日、日本テレビ） - 喫茶店のマスター 役

### 映画
- 杳子（1977年、ゾディアック・コーポレーション） - スタジオマン
- ひぃふぅみぃ（1988年、シネ・ロッポニカ） - 神様
- オルゴール（1989年、東映） - 瀬川浩
- 良いおっぱい悪いおっぱい（1990年、アルゴプロジェクト） - 丸山正男
- エンジェル 僕の歌は君の歌（1992年、東宝） - 自己啓発セミナーの講師
- よい子と遊ぼう（1994年、WOWOW＝ヒルヴィラ） - 店長
- 愛と悲しみのアカ族 タイ人もお手上げ（1994年、アムアソシエイツ） - 大崎
- 水の中の八月（1995年、「水の中の八月」製作委員会） - 高飛び込みのコーチ
- 新 居酒屋ゆうれい（1996年、東北新社） - 辰夫
- そして天使は歌う ぼ・ぼ・僕らは正義の味方（1997年、バップ） - 竜巻小天狗
- SF サムライ・フィクション（1998年、シネカノン） - 鮫島
- 愛を乞うひと（1998年、東宝・角川書店＝サンダンス・カンパニー） - 片倉修司
- 博多ムービー ちんちろまい（2000年、博多ムービー製作委員会、ソニー・ピクチャーズ エンタテインメント） - 酔客
- EUREKA ユリイカ（2001年、電通＝IMAGlCA＝サンセントシネマワークス＋東京テアトル） - 田村弘樹
- Quartet カルテット（2001年、ソニー・ピクチャーズ エンタテインメント） - 橋本
- 坂の上のマリア（2001年、「坂の上のマリア」製作上映委員会＝ソウル/岩波映像） - 矢野
- STEREO FUTURE（2001年、東北新社） - 郵便配達人
- 難波金融伝 ミナミの帝王 劇場版PARTXVI 借金セミナー（2001年、ケイエスエス） - 大竹英利
- 仲良きことは良き事かな（2003年、SF製作委員会/ギャガ・コミュニケーションズ）
- パッチギ! LOVE&PEACE（2007年、シネカノン） - 宇野重吉
- ララピポ（2009年、日活）
- ジェネラル・ルージュの凱旋（2009年、東宝）
- さまよう刃（2009年、東映） - 川崎
- フィッシュストーリー（2009年、ショウゲート） - 出版社の社長
- ちょんまげぷりん（2010年、ジェイ・ストーム、中村義洋監督） - 司会者 役
- “ シティボーイズのFilm noir”「DARK ON DARK」（2010年、ASH & D）
- “ シティボーイズのFilm noir”「ドキュメント 中村有志」（2010年、ASH & D）
- “ シティボーイズのFilm noir”「俺の切腹」（2010年、ASH & D）
- ラーメン侍（2011年、ティ・ジョイ）
- 女たちの都〜ワッゲンオッゲン〜（2012年、映画24区/アルゴ・ピクチャーズ）
- 100回泣くこと（2013年、ショウゲート）
- はなくじらちち（2015年、東映ビーポ、堀江貴大監督）
- 殿、利息でござる!（2016年、中村義洋監督）
- コンビニ夢物語（2016年、ビー・ウイング、松生秀二監督）
- グッバイエレジー（2017年、マジックアワー、三村順一監督）
- 銀魂 (2017年、ワーナー・ブラザース映画、福田雄一監督)
- トリノコシティ (2017年、アイリンク、山口ヒロキ監督)
- 羊の木 (2018年、アスミック・エース、吉田大八監督)
- サムライせんせい (2018年、ピーズ・インターナショナル、渡辺一志監督)
- はじまるためのはかい（2019年、坂牧良太監督）
- 笑いの枝折り（2019年、濱谷裕平監督）
- 君は一人ぼっちじゃない（2019年、三村順一監督）
- エリカ38 (2019年、KATSU-do、日比遊一監督)
- 銃2020 (2020年、KATSU-do、武正晴監督)
- グレーゾーン (2021年、宏洋企画室、宏洋監督)

### オリジナルビデオ
- ギニーピッグ4 ピーターの悪魔の女医さん（1986年、サイ・エンタープライズ） - 多重人格症・ジキル ＆ ハイド病 役
- 2人のマジカル・ナイト（1991年）
- ひき逃げファミリー2（1994年、ビデオチャンプ）
- ぜんじろうの怒りのZEN（1994年、吉本興業）
- むこうぶち14 相方（2017年）
- 新・麻雀放浪記シリーズ（ケイエスエス） - フーテン安
  - 新・麻雀放浪記4 旅情編（2000年）
  - 新・麻雀放浪記5（2001年）

### 舞台

#### ソロ
- 「YUJI MIME 22」（1997年12年22日ラフォーレミュージアム原宿）
- 「ONNAYUJI」（2000年9年10日ラフォーレミュージアム原宿）
- 「愛とバカ ユージ」（東京公演：2003年2c28日〜3月1日/ラフォーレミュージアム原宿・大阪公演：2003年3月10〜11日/近鉄小劇場）
- 「ユウジィズ・カット ―YUJI'S CUT―」（2004年9月16〜19日/東京三軒茶屋シアタートラム）
- 「ユウジィズ・ナイト ―YUJI'S NIGHT―」（2008年9月30日/東京新宿紀伊國屋ホール）
- 「ユウジの味」（2009年より不定期ながら継続的に開催中）

#### 客演
- シティボーイズ・ライブ1995年公演「愚者の代弁者、うっかり東へ」
- シティボーイズ・ライブ1996年公演「丈夫な足場」
- シティボーイズ・ライブ1997年公演「NOT FOUND あるいは、レイヴ・ウィズ・ザ・キャッチボールシスターズ」
- シティボーイズ・ライブ1997年公演「NOT FOUND あるいは、レイヴ・ウィズ・ザ・キャッチボールシスターズ〜非常識な青空」
- シティボーイズ・ライブ1998年公演「真空報告官ピー（P）」
- シティボーイズ・ライブ1998年公演「真空報告官ピー（P）大運動会」
- シティボーイズミックス PRESENTS 「ラ・ハッスル きのこショー」（2001年）
- シティボーイズミックス PRESENTS 「パパ・センプリチータ」 （2002年）
- シティボーイズミックス PRESENTS 「NOTA 〜恙無き限界ワルツ〜」（2003年）
- シティボーイズミックス PRESENTS 「だめな人の前をメザシを持って移動中」（2004年）
- シティボーイズミックス PRESENTS 「メンタル三兄弟の恋」（2005年）
- シティボーイズミックス PRESENTS 「マンドラゴラの降る沼」 （2006年）
- シティボーイズミックス PRESENTS 「モーゴの人々」 （2007年）
- シティボーイズミックス PRESENTS 「オペレッタ ロータスとピエーレ」 （2008年）
- シティボーイズミックス PRESENTS 「そこで黄金のキッス」 （2009年）
- シティボーイズミックス PRESENTS 「10月突然大豆のごとく」 （2010年）
- シティボーイズミックス PRESENTS 「動かない蟻」 （2011年）
- シティボーイズミックス PRESENTS 「西瓜割の棒 あなたたちの春に 桜の下ではじめる準備を」 （2013年）

### ラジオ
- 田代 中村 南部 中井ちゃん（2009年7月 - 2010年3月、レインボータウンFM79.2）
- 田代 中村 南部 アクアちゃん（2010年4月 - 2010年9月、レインボータウンFM79.2）
- 大沢悠里のゆうゆうワイド（TBSラジオ、大沢悠里の代役）
- 午後のまりやーじゅ（2016年、NHKラジオ第1）
- 鈴木おさむのよんぱち（2016年、エフエム東京）
- 爆笑問題の日曜サンデー（2016年、TBSラジオ）
- たまむすび（2016年、TBSラジオ）

### バラエティ
- どんぶり5656（1983年 - 1984年、よみうりテレビ）
- グッドモーニング（1984年 - 1986年 テレビ朝日系列）
- HEND24 1/2 プレイボーヤクラブ （1986年10月-1987年9月 日本テレビ）※「HEND24 1/2」枠は1987年3月まで
- なげやり倶楽部（1985年、よみうりテレビ）
- パックンたまご!（1985年 - 1986年、テレビ朝日）
- CHA-CHAワールド（1988年、日本テレビ）
- パオパオチャンネル・木曜日（1987年 - 1989年、テレビ朝日系列）
- 夕やけニャンニャン（1987年、フジテレビ系）
- 天才・たけしの元気が出るテレビ!!（1987年、日本テレビ）
- カウチポテトクラブ（1988年、フジテレビ）
- 音楽・夢コレクション（NHK）
- そっとテロリスト（1992年、フジテレビ）
- ビートたけしのお笑いウルトラクイズ（日本テレビ）※第9回では松村邦洋と共に優勝
- 歌謡オンステージ（NHK大阪）
- TVチャンピオン（テレビ東京）
- 愛の貧乏脱出大作戦（テレビ東京）
- TVチャンピオン2（テレビ東京）
- 元祖!大食い王決定戦（テレビ東京）
- 天才ビットくん（NHK教育）
- えいごリアン（NHK教育）- ユージ役
- 邦子と徹のあんたが主役（テレビ朝日）
- おかずな夜（TBS）
- なんしよ〜ん!?北九州内コーナー「ゆうじとあきの関門で行こう!」（NHK北九州）
- Be Sharp!!ふくおか情熱王（NHK福岡）
- 音効さん（1993年10月 - 1994年3月、フジテレビ）
- いとしの未来ちゃん（1997年）
- 大顔面TV（テレビ大阪）
- アートエンターテインメント 迷宮美術館（NHKハイビジョン、NHK BS2）
- バラエティー生活笑百科（NHK）
- 通販王国テレビショッピング（食品関係の案内役）
- 今夜もドル箱V（2016年、テレビ東京）
- アウトデラックス（2016年、フジテレビ）
- いきなり!黄金伝説。（2016年、テレビ朝日）
- お笑い演芸館（2016年、BS朝日）
- デザインあ（2016年、NHK）
- THEわれめDEポン（2016年、BSフジ）
- 昼めし旅（2016年、テレビ東京）
- 競馬場の達人 #397（2018年、グリーンチャンネル）
- デカ盛りハンター（2023年、テレビ東京）

### CM
- サンヨー食品 カップスター九州ラーメン・東京の味（1987年）
- キリンビバレッジ ジャイブ（1989）
- 大阪ガス
- ソニー VHSデッキ（1989年）
- 旭硝子（現・AGC）
- 日動火災（現・東京海上日動火災保険）
- 旭化成ホームズ ヘーベルハウスシリーズ「LUFT」- 1人二役で出演

## 音楽

### FUNKY KING
テレビ朝日『AVガーデン』でのキャラクター名義。いずれもシングルで３枚発表。
- FUNKY KING PART 1 / GO GO KING（1988）

カップリング「GO GO KING」がいとうせいこう出演のセガ メガドライブCMに使われた。
「FUNKY KING PART 1」のPVは中野裕之が手掛け、それを見たテイトウワが気に入りDeee-Liteのデビュー曲「Groove Is in the Heart」などのPVを依頼した、という経緯がある。
- MERRY SKA SKA PART1 / (I'M A) EVERYTHING MAN（1988）
- WELL WELL WELL / THEME OF FUNKY KING（1989）

### 田代中村南部ハッカ隊
- 『COME ON BABY 100 KING GOLD』（2010年5月17日）